# Stelkrampsantitoxin
Stelkrampsantitoxin eller tetanusantitoxin, även anti-tetanusimmunglobulin och tetanusimmunglobulin, är ett läkemedel som består av antikroppar mot tetanustoxin (även kallat stelkrampstoxin). Det används för att förhindra stelkramp hos dem som får sår med hög risk för infektion och som saknar skydd med tetanusvaccin. Det används även vid behandling av stelkramp,då tillsammans med antibiotika och muskelavslappnande medel. Immunoglobulinet ges genom injektion i muskel.
Vanliga biverkningar är smärta vid injektionsstället och feber. Allergiska reaktioner inklusive anafylaxi kan i sällsynta fall förekomma. Det finns också en mycket låg risk för spridning av infektioner såsom viral hepatit och HIV/AIDS när mänskliga antikroppar används. Administrering av immunoglobuliner under graviditet anses acceptabelt. Immunoglobulinerna tillverkas antingen från människo- eller häst-blodplasma.
Användning av hästversion blev vanlig under 1910-talet medan den mänskliga versionen först kom i större bruk under 1960-talet. Stelkrampsantitoxin finns med i Världshälsoorganisationens lista över essentiella läkemedel, som innehåller de mest effektiva och säkra läkemedel som behövs för att bedriva grundläggande hälso- och sjukvård. Kostnaden av läkemedlet i utvecklingsländer är ca 0,90 till 3,60 Euro per 1500 IU flaska för hästbaserat preparat medan den mänskliga versionen går på 10,00 till 46,86 dollar för 250 IU. Den mänskliga versionen kan dessutom vara otillgänglig i utvecklingsländer. I USA kostar en behandling cirka 100 till 200 dollar. Den hästbaserade varianten används normalt inte i utvecklade länder på grund av risken för serumsjuka.